# Toyota Starlet
Toyota Starlet — невеликий автомобіль, що вироблявся японською компанією Toyota з 1978 по 1999 рік.
Toyota Starlet належить до компактних машин типу хетчбек з невеликою витратою пального. Toyota Starlet випускається з 3-х та 5-ти дверним кузовом. Ця модель з'явилася на ринку в 1978 році.
Перше покоління цих машин було спортивним із заднім приводом, на другому поколінні був застосований відповідніший машинам компактного класу передній привід. Попри це, спортивний імідж машини був збережений при розробці модифікації з турбонаддувом. Завдяки низьким цінам на основні моделі авто стало можливим випускати оптимальну кількість машин.
В 4 поколінні представлені спортивні і GT-модифікації. Остання модель GT оснащена 4-ма круглими передніми фарами. Комплектація GT була представлена з єдиним двигуном 4E-FTE. Це 4-х циліндровий 16-ти клапанний двигун з турбонаддувом (турбонагнітач CT-9). Starlet GT показала себе як надійний, простий в експлуатації і обслуговуванні, а також володіє винятковими динамічними характерстиками в своєму класі автомобіль. Досить просто потужність двигуна піднімається до 150 к.с. шляхом збільшення тиску турбонаддува до 0,85 бар, установки прямоточного вихлопу і потужнішого паливного насоса. Після даних доопрацювань потрібно налаштування паливної суміші шляхом установки широкосмугового лямбда-зонда або AFC (air-flow converter).
Комплектації GT і Gi зазнали два рестайлінгу: в 1993 і наприкінці 1994 року. Основними змінами в 1993 році стали оновлена приладова панель, задня оптика автомобіля, планка між задніми фарами (позбулася світиться лейбла «GT»), в 1994 році змінилося оформлення третіх дверей (планка візуально поєднує задні фари була замінена на роздільні модулі для завершення форми фар), а також змінено бампер, передня оптика (отримала лінзи і сучасніший зовнішній вигляд), а також ґрати радіатора. В інших комплектаціях передня оптика не отримала змін за весь час виробництва 80 серії. На комплектації GT і Gi встановлювалася автоматична трансмісія має 4 передачі з електронним управлінням режимом роботи. Були доступні два режими: PWR (пріоритет при виборі передачі трансмісією віддавався нижчій передачі і роботі на більш високих оборотах, включення зниженої передачі (kickdown) досягалося вже при невеликому натисканні на педаль акселератора) і MANU («зимовий» режим, рух автомобіля завжди починалося з другої передачі для зменшення шансу пробуксовки ведучих коліс). У стандартному оснащенні комплектацій GT і Gi присутні передня і задня розпірки чашок стійок, покликані збільшити жорсткість кузова. Передня — двоточкова, задня — триточкова. Передні крісла, на відміну від «цивільних версій», мають яскраво виражену бічну підтримку і спортивний дизайн.
Версія автомобіля з турбонаддувом отримала хороші позиції на ринку, і в наступному поколінні кузовів (90 серія), теж була присутня турбо-версія автомобіля, цього разу отримала ім'я — Glanza.
В 1999 році Starlet була замінена новою моделлю Toyota Yaris.

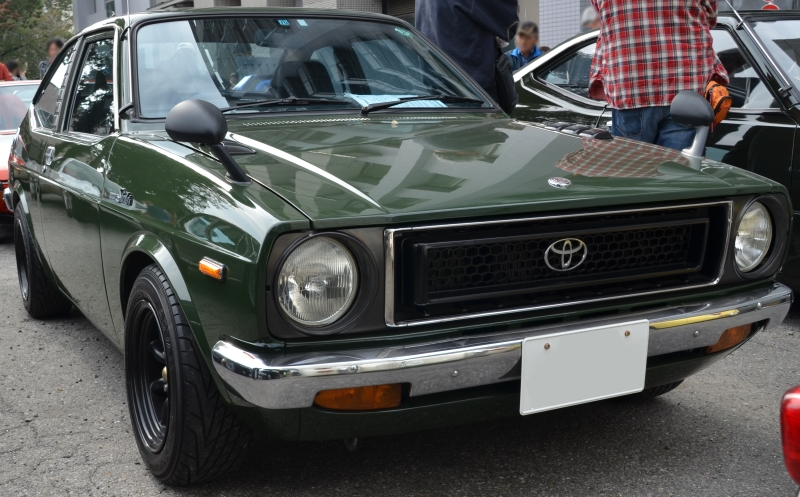
Toyota Publica Starlet (1973–1978)
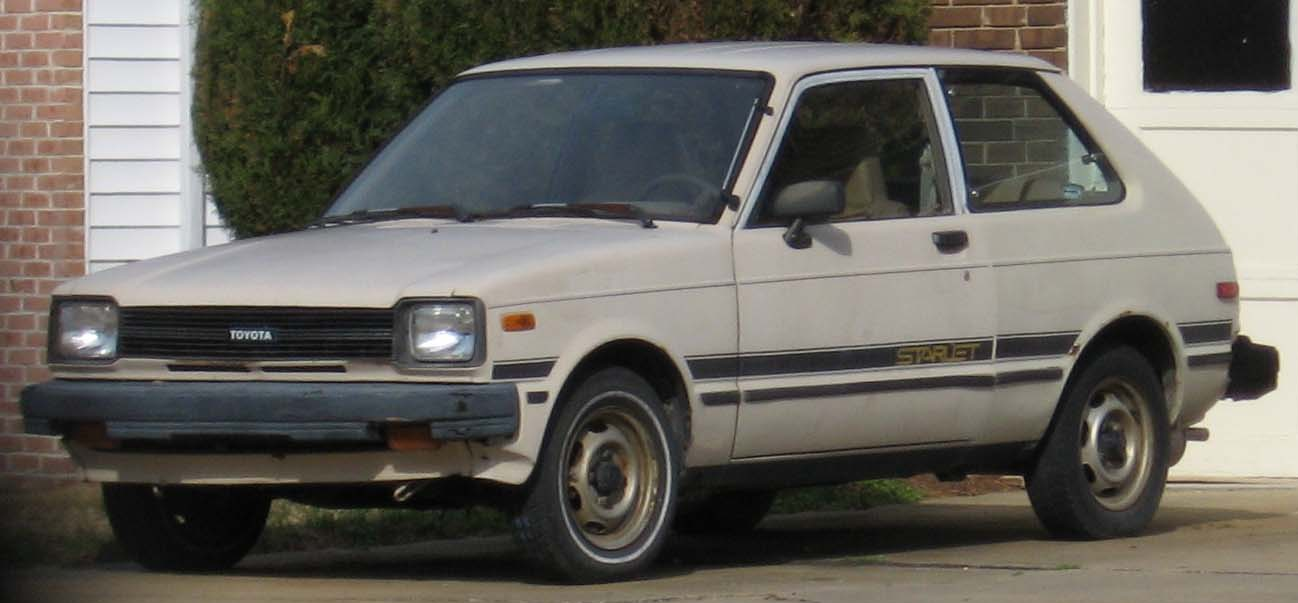
Друге покоління (1978-1984)
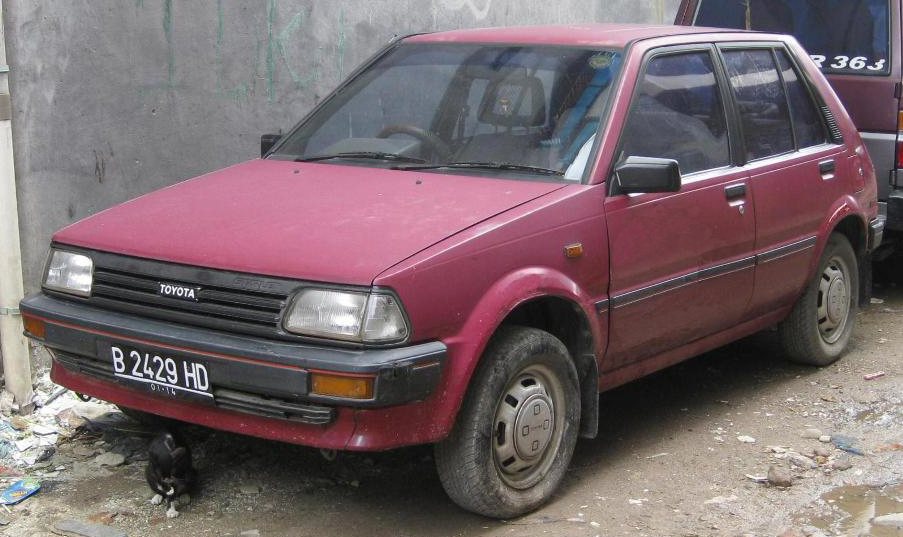
Третє покоління (1985–1990)

## Четверте покоління (P80; 1989–1998)

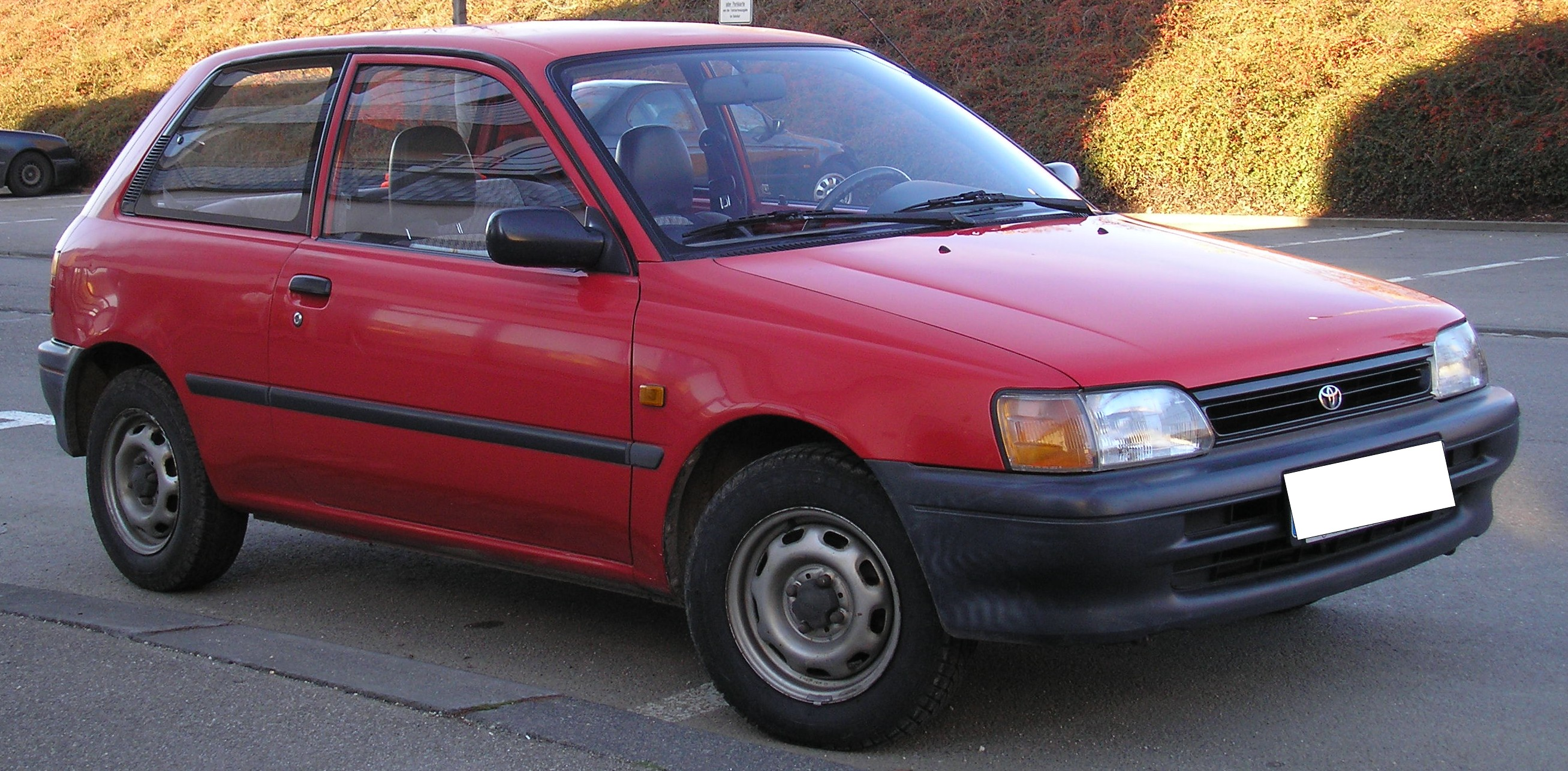
Toyota Starlet 4

- 999 см3 1E I4 (EP80)
- 1295 см3 2E/2E-E I4 (EP81)
- 1331 см3 4E-FE I4 (EP82, EP85)
- 1331 см3 4E-FTE turbo I4 (EP82)
- 1453 см3 1N diesel I4 (NP80)

## П'яте покоління (P90; 1996–1999)

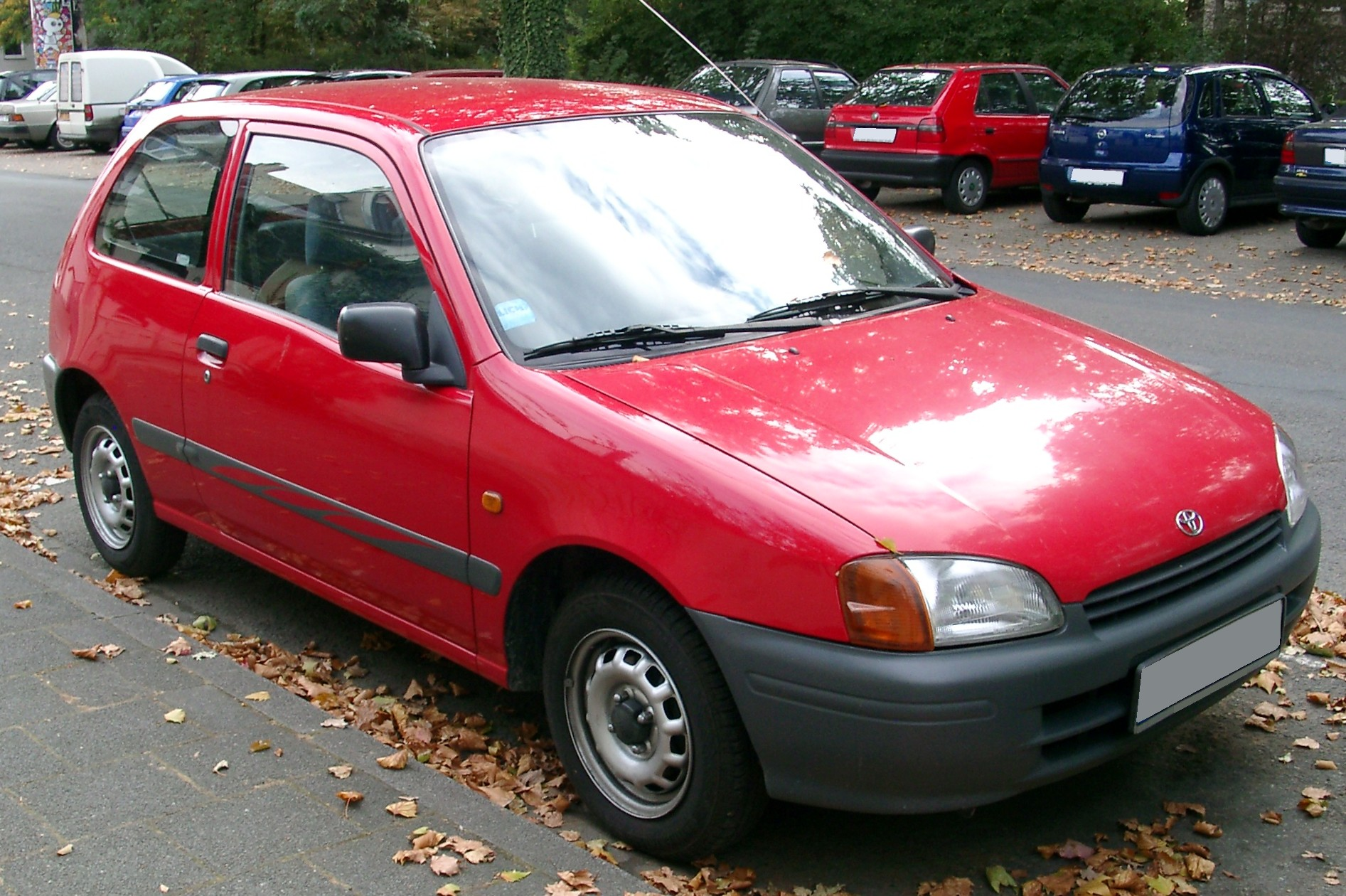
Toyota Starlet 5

- 1295 см3 2E I4
- 1331 см3 4E-FE I4
- 1331 см3 4E-FTE turbo I4
- 1453 см3 1N diesel I4

## Моделі на базі Suzuki Baleno
Шильдик «Glanza» був відроджений у червні 2019 року для оновленого хетчбека Suzuki Baleno, що випускається на індійський ринок.  Автомобіль було випущено через партнерство з індійським виробником автомобілів Maruti Suzuki. Glanza також продається в Африці з вересня 2020 року під відродженою назвою Starlet.  

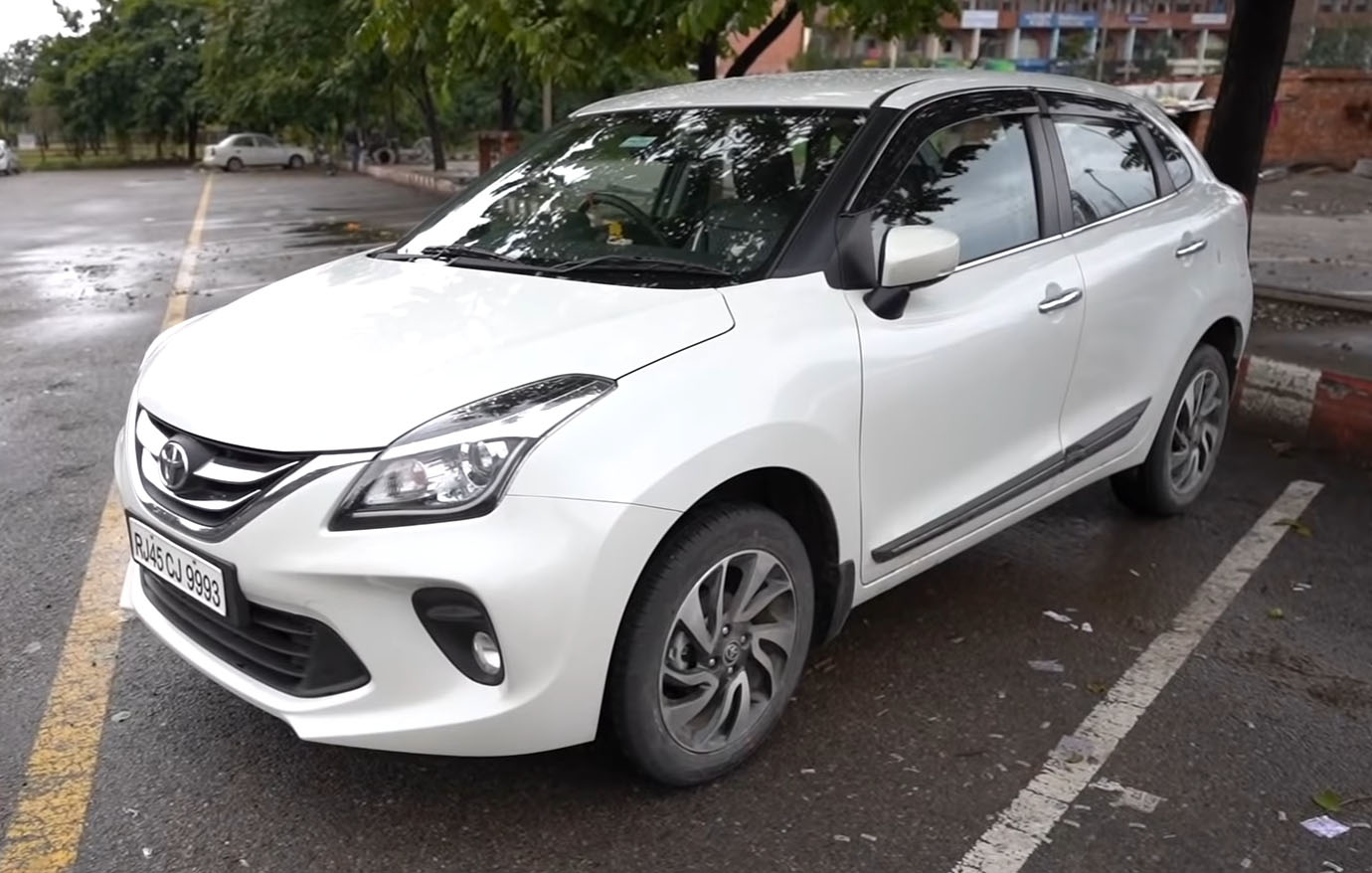
Toyota Glanza/Starlet (2019-2022)
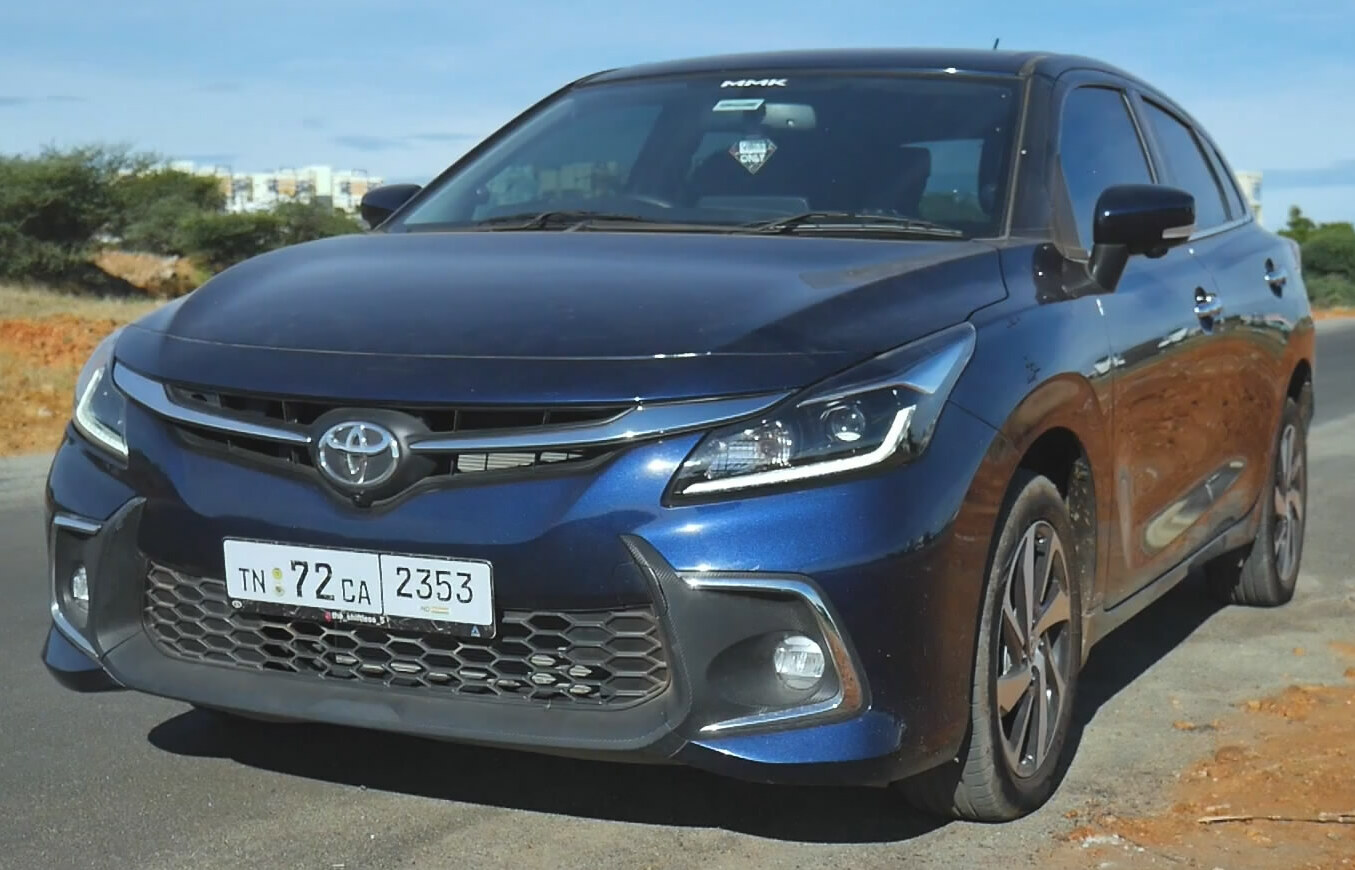
Toyota Glanza/Starlet (2022-)